# Anneke Wiels
Anneke Wiels is een personage uit de Vlaamse ziekenhuisserie Spoed dat werd gespeeld door Mireille Leveque. Ze was een vast gastpersonage van 2000 tot 2002.

## Personage
Anneke is de verloofde van dokter Dirk Velghe en tevens de hartsvriendin van Babs. Haar relatie loopt op rolletjes en hun huwelijk staat reeds gepland. Hun geluk wordt echter verstoord wanneer Babs verliefd op hem wordt. Anneke neemt haar dit zeer kwalijk en wil Babs niet meer zien.
Wanneer Dirk zich vaak onwel begint te voelen, maakt Anneke zich zorgen. Uiteindelijk stort Dirk in elkaar en blijkt dat hij een abces in zijn hersenen heeft. Nadat het abces is gesprongen wordt hij met spoed geopereerd, maar tevergeefs. Zijn hersenstam was geraakt. Hij raakt in een coma en zal hier naar alle waarschijnlijkheid, niet meer uit ontwaken. Anneke kan dit niet aanzien en vraagt aan Babs om Dirk te euthanaseren, waarna Dirk sterft. Anneke en Babs worden nadien weer vriendinnen, en Babs gaat bij haar inwonen.
Anneke is architecte en kan goed opschieten met haar baas Stefaan. Hij ziet haar wel zitten, en overstelpt haar met etentjes en allerlei promotiemogelijkheden. Uiteindelijk maakt Anneke hem duidelijk dat ze gewoon vrienden wil blijven. Later begint ze een relatie met dokter Koen De Koninck.

### Vertrek
Anneke kreeg de kans om als zelfstandig architect te beginnen in Tenerife. Anneke verhuist samen met Koen naar Tenerife.

## Familie
- Koenraad De Koninck (partner)
- † Dirk Velghe (overleden partner)